# Kościół św. Stanisława w Ożarowie
Kościół pw. Świętego Stanisława w Ożarowie – rzymskokatolicki kościół parafialny znajdujący się w Ożarowie, w województwie świętokrzyskim. Należy do dekanatu Ożarów, diecezji sandomierskiej, metropolii lubelskiej.

## Historia
Obecna świątynia została zbudowana w latach 1887-1896. Jest to budowla murowana, jednonawowa, wzniesiona z kamienia janikowskiego. Wybudowana została na planie krzyża z dwiema wieżami. kościół został konsekrowany w czerwcu 1929 roku przez biskupa Pawła Kubickiego. W 1967 roku świątynia była częściowo restaurowana. We wrześniu 1989 roku budowla ze względu na zły stan techniczny miała zostać rozebrana decyzją burmistrza Ożarowa za zgodą biskupa Edwarda Materskiego. Jednakże, w latach 1989-1991 kościół przeszedł remont generalny, dzięki staraniom ówczesnego proboszcza, księdza Stanisława Szczerka. W dniu 3 marca 2007 roku biskup Andrzej Dzięga podniósł świątynię do rangi Sanktuarium Matki Bożej Różańcowej Królowej Rodzin.

## Galeria

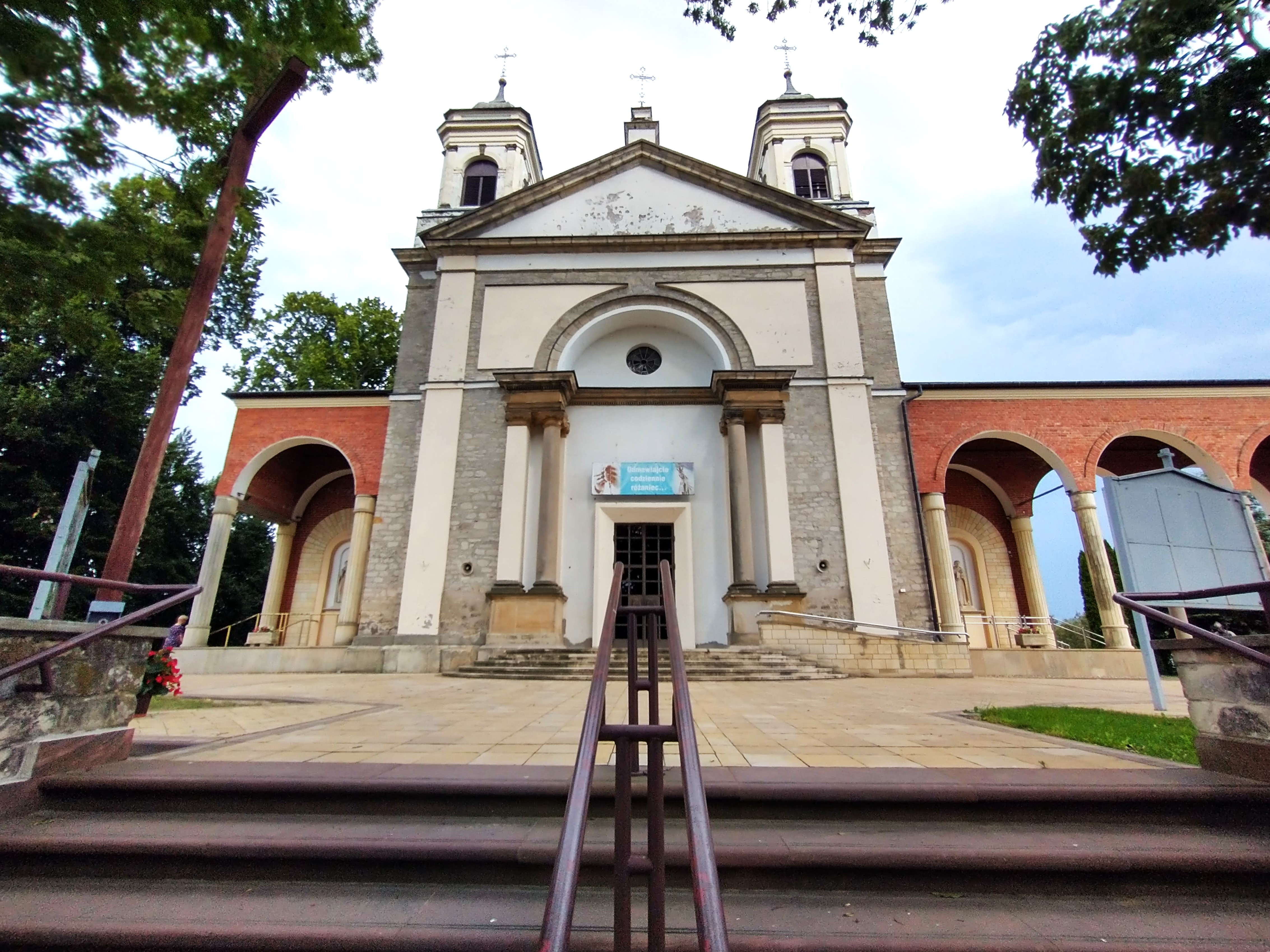
Fasada główna
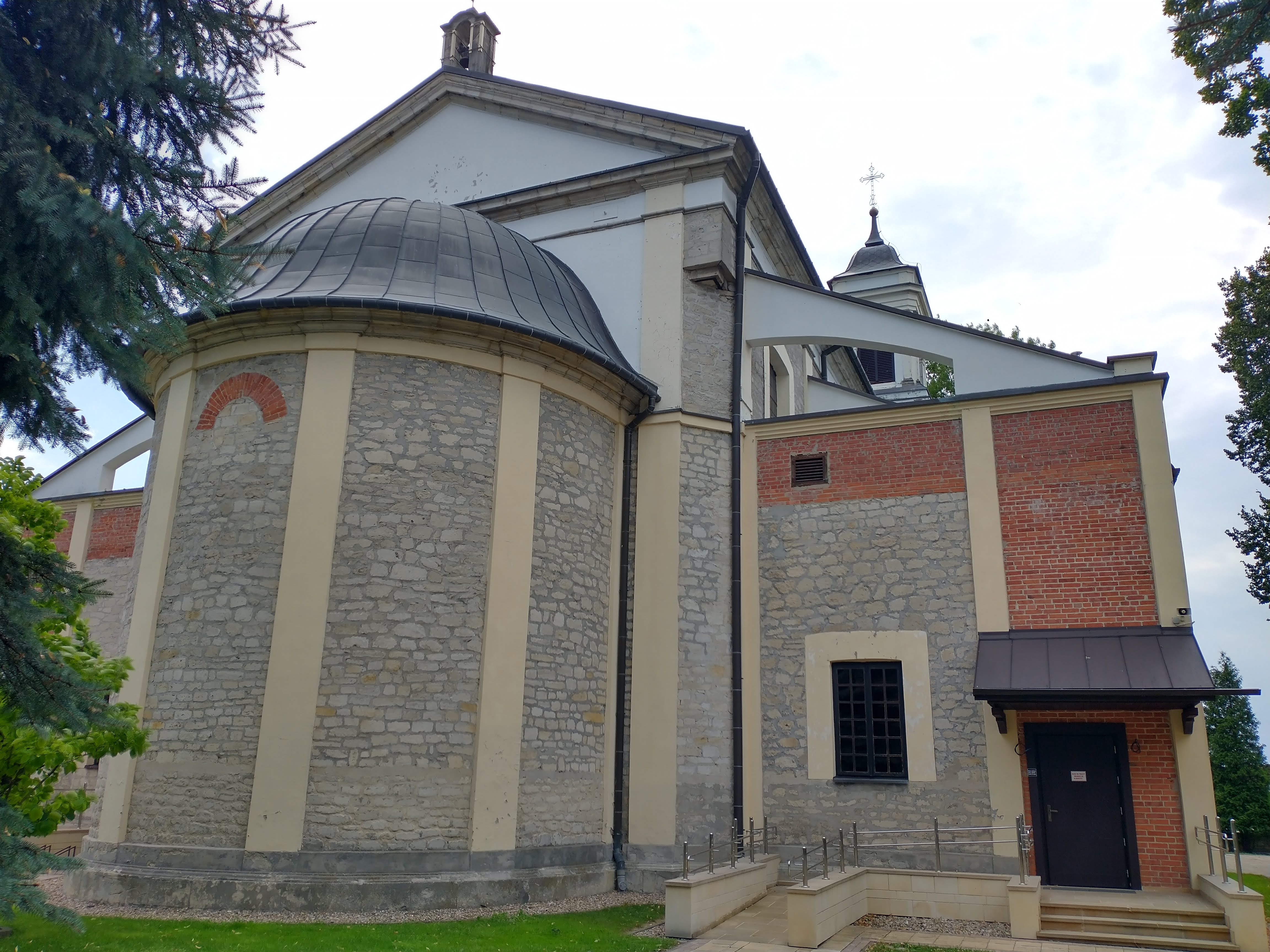
Widok od prezbiterium
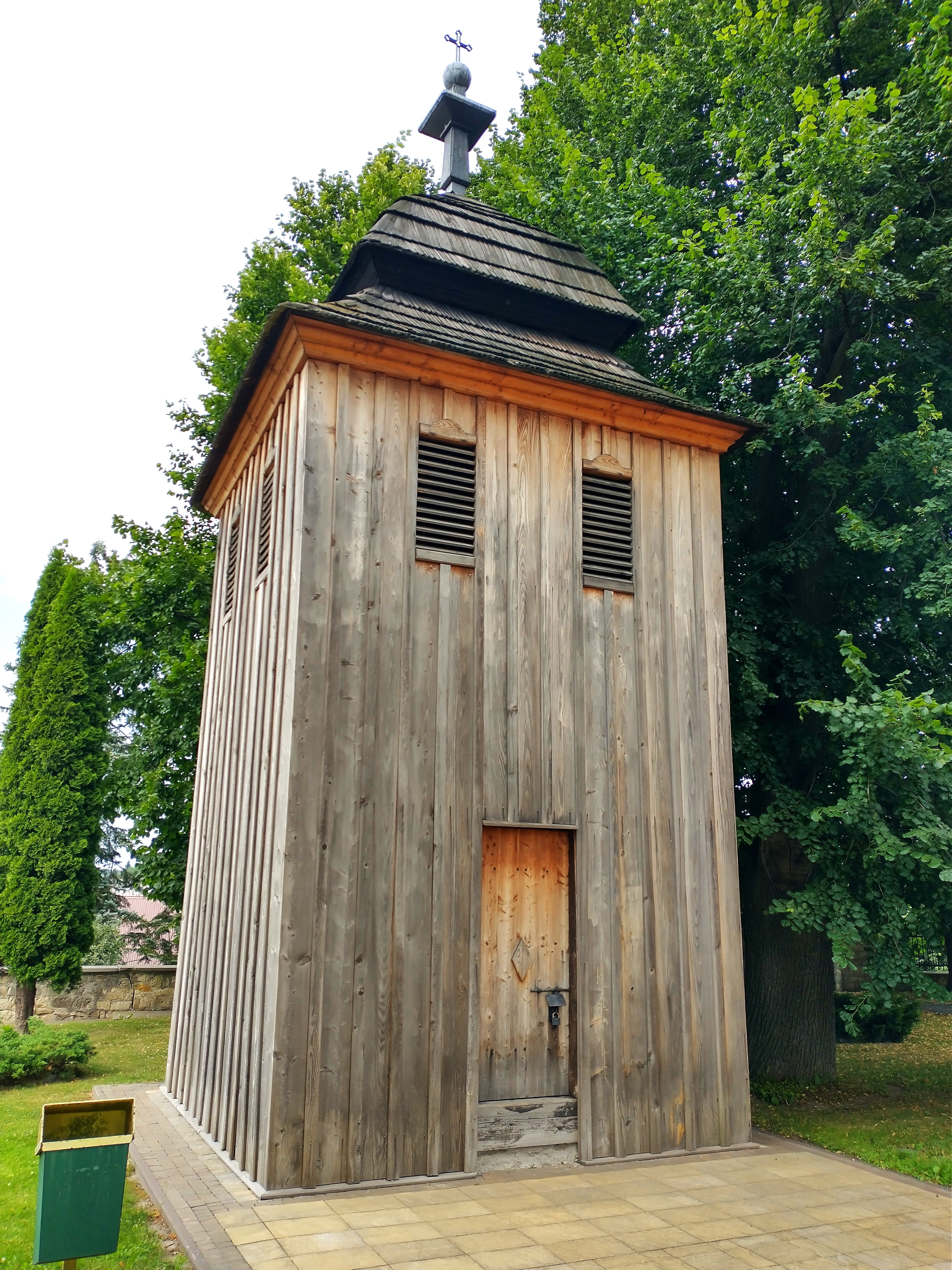
Dzwonnica